# Ponte de Tacoma Narrows
A Ponte de Tacoma Narrows (em inglês:  Tacoma Narrows Bridge) foi uma ponte pênsil localizada sobre o Estreito de Tacoma, Washington, Estados Unidos e que caiu. Este acontecimento foi devido a um colapso gerado por fortes ventos. A Ponte de Tacoma sempre balançava, porém neste dia o vento atingiu uma velocidade de aproximadamente 65 km por hora; com isto começou a gerar movimentos de torção, vindo a estrutura a colapsar. Ao contrário do que se publica em alguns livros de física (como Halliday et al. e Tipler et al.), acredita-se que os grandes movimentos foram causados devido ao fenômeno de flutter aeroelástico e não de ressonância.

## História
Em 7 de novembro de 1940, a ponte Tacoma Narrows caiu, apenas poucos meses após a sua inauguração.
De madrugada, os ventos atingiram os 70km/h, fazendo a estrutura oscilar muito, deslizando a alta velocidade. A polícia fechou então a ponte ao tráfego. Às 9h30 a ponte oscila em 8 ou 9 segmentos com amplitude de 0,9m e frequência de 36 ciclos por minuto. Às 10h00 dá-se um afrouxamento da ligação do cabo de suspensão norte ao tabuleiro, o que faz a ponte entrar num modo de vibração torcional a 14 ciclos por minuto. O eixo da via, os dois pilares e o meio da ponte são nodos. A partir daí a situação não se alterou muito durante cerca de uma hora, até que às 11h00 se desprende um primeiro pedaço de pavimento e às 11h10 a ponte entra em colapso, caindo no rio.
Os grandes defeitos da ponte foram a sua enorme falta de rigidez transversal e torcional, pois estava ausente o reticulado por baixo do tabuleiro, e a frente aerodinâmica do perfil. A única vítima fatal deste acidente foi o cachorro que estava dentro do carro.
Uma nova ponte foi construída no local, e ainda se encontra em funcionamento.